# Princes Mall
El Princes Mall Shopping Centre es un centro de compras en Edimburgo, Escocia, Reino Unido. Se encuentra en el extremo este de Princes Street, en el centro de la ciudad, junto a la estación de tren Edinburgh Waverley. Una vez casa de los minoristas independientes, ahora alberga las cadenas de tiendas de la calle, así como un gran patio de comidas. Diseñado en la década de 1980, fue construido con su techo en el nivel de la calle de Princes Street, con una plaza ajardinada en ese nivel, con el fin de preservar la vista de Princes Street, frente al castillo de Edimburgo y la Ciudad Vieja. Se abrió como el Mercado Waverley en noviembre de 1984, el nombre hacía referencia al mercado de alimentos que una vez ocupó el sitio. Una inauguración oficial por la reina Isabel II tuvo lugar el 25 de julio de 1985.